# Полупоповка
Полупоповка — деревня в Каргопольском районе Архангельской области России. Входит в состав Павловского сельского поселения.

## История
В «Списке населенных мест Российской империи», изданном в 1879 году, населённый пункт упомянут как деревня Полупоповка (Ольчский погост) Каргопольского уезда (1-го стана), при озере Святом, расположенная в 12,5 верстах от уездного города Каргополя. В деревне насчитывалось 6 дворов и проживало 17 человек (10 мужчин и 7 женщин). Действовали три православных церкви и приходское училище.
По данным 1905 года имелось 7 дворов и проживало 39 человек (22 мужчины и 17 женщин). В административном отношении деревня входила в состав Ольгского общества Калитинской волости. Имелось 4 лошади, 5 коров и 15 голов прочего скота.

## География
Деревня находится в юго-западной части Архангельской области, в южной зоне средней тайги, к юго-западу от озера Святого, к востоку от озера Лача, на расстоянии примерно 11 километров (по прямой) к югу от города Каргополя, административного центра района.

### Часовой пояс
Полупоповка, как и вся Архангельская область, находится в часовой зоне МСК (московское время). Смещение применяемого времени относительно UTC составляет +3:00.

## Население
| 2002 | 2010 | 2012 |
| ---- | ---- | ---- |
| 0    | →0   | →0   |